# Estação Tucuruvi
A Estação Tucuruvi é a estação terminal no sentido norte da Linha 1–Azul do Metrô de São Paulo. Foi inaugurada em 29 de abril de 1998, tendo feito parte do plano de expansão norte da Linha 1. Até 1965, em local muito próximo, funcionava a Estação Tucuruvi do lendário Tramway da Cantareira, desativada naquele ano.

## História

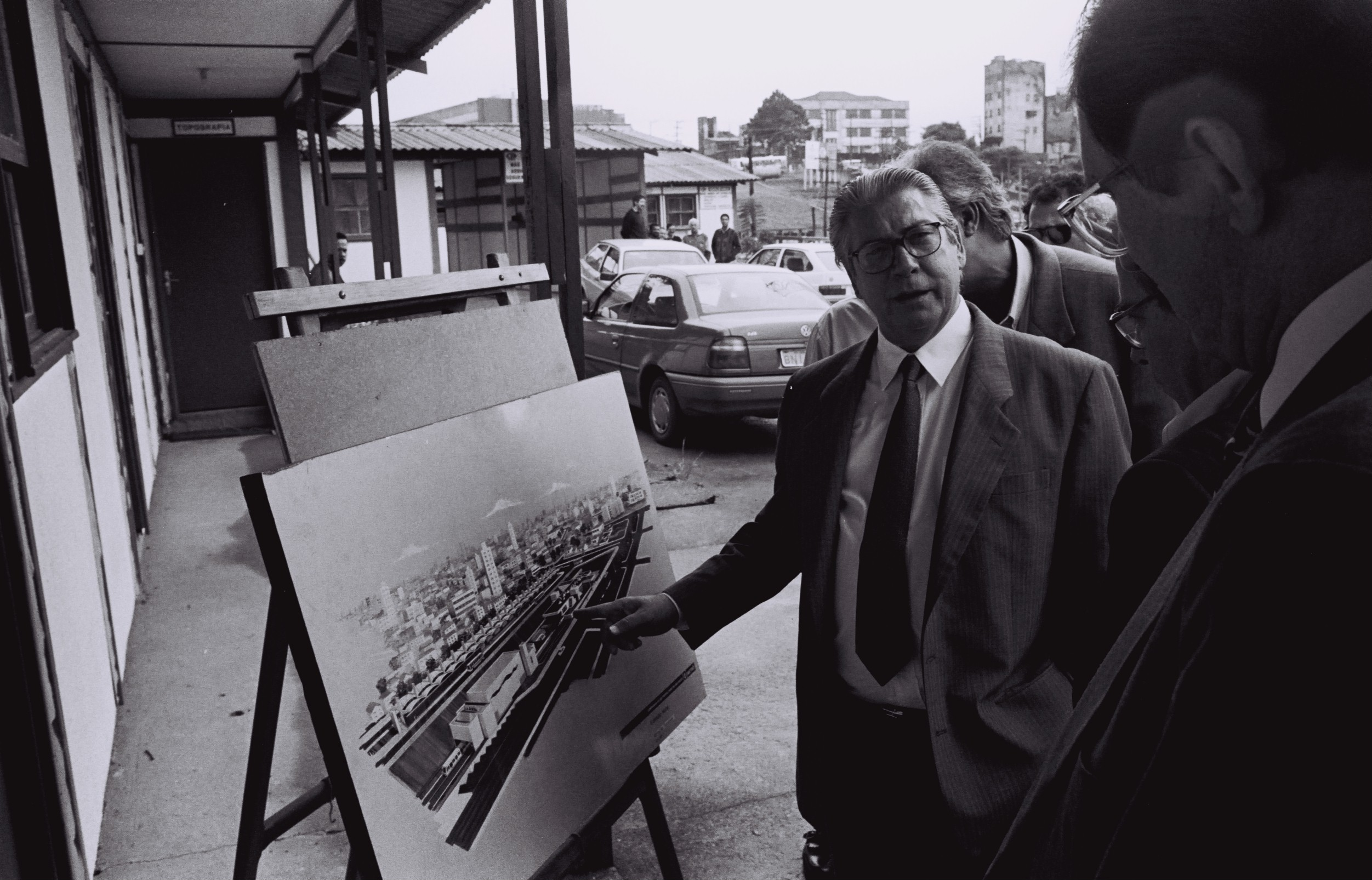
O então governador Mário Covas posando ao lado do projeto original da Estação Tucuruvi durante visita ao canteiro de obras, 1995. O projeto original previa um shopping center e um terminal de ônibus intermunicipal

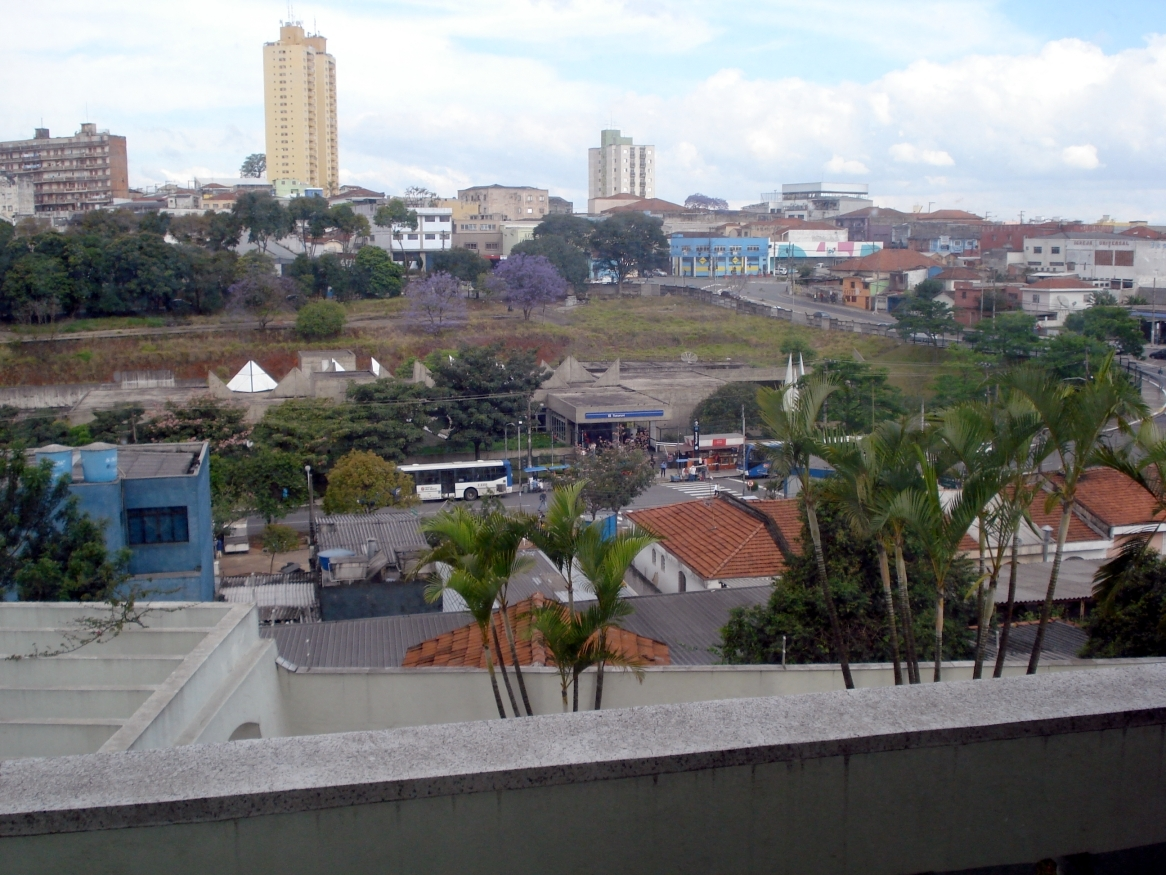
Região da Estação Tucuruvi em 2008. Quatro anos depois o gramado visto na imagem daria lugar ao shopping anexo à estação

O projeto da Estação Tucuruvi surgiu em 1978, durante a primeira atualização do plano HMD (originalmente contratado pelo Metrô em 1968), após receber os dados da pesquisa origem–destino de 1977. Apesar da definição da diretriz de expansão para Tucuruvi, suas obras foram contratadas apenas em 1986, não sem antes serem alvo de duas controvérsias.
A primeira delas deu-se em razão de o Metrô escolher uma área na Avenida Dr. Antonio Maria de Laet. Em carta ao jornal Folha de S.Paulo, um morador da região realizou uma série de indagações, entre as quais que o local proposto pelo Metrô para a futura Estação Tucuruvi era de difícil acesso aos moradores do lado sul da avenida, e propôs a construção da estação na Avenida Tucuruvi. Em resposta, o presidente do Metrô, Walter Bernardes Mory, alegou que a estação no lugar proposto pelo cidadão traria um custo maior (com equipamentos de ventilação especiais, escadas rolantes e elevadores) e exigiria uma grande profundidade.
A segunda controvérsia foi levantada pelo advogado e candidato a deputado federal pelo PTB Marco Antonio Perez Alves, que publicou um anúncio de um quarto de página na Folha denunciando um suposto esquema de direcionamento de licitação de obras (realizadas em setembro de 1986) para determinadas empresas. No caso da Estação Tucuruvi, a obra seria direcionada para a construtora CBPO. De fato, o resultado da licitação foi a vitória da CBPO, embora a denúncia de direcionamento não tenha suscitado reação das autoridades.
As obras da estação foram iniciadas, de fato, em maio de 1988, com previsão de abertura em 1990. No entanto, o Estado vivia o início de uma crise econômica que culminaria mais tarde na intervenção do Banespa e em um alto endividamento do Metrô com o BNDES. Dessa forma, as obras foram paralisadas e retomadas diversas vezes, até ser paralisadas em meados de 1994 (quando foi novamente prevista a inauguração da estação) e retomadas em 1996 (por meio de uma concessão das receitas das bilheterias da estação aos construtores durante quinze anos, que financiou a construção das estações), com a inauguração em 29 de abril de 1998.
Para comemorar a volta dos trilhos ao Tucuruvi, removidos em 1965, durante a desativação do Tramway da Cantareira, o Governo do Estado contratou um show da banda Demônios da Garoa.

### Shopping
Desde a desapropriação das áreas para as obras da estação, em 1986, o Metrô previa a implantação de um grande terminal de ônibus intermunicipal para atender os moradores da Zona Norte de São Paulo e de Guarulhos. Suas obras foram adiadas para 2002, até ser canceladas. No lugar do terminal, o Metrô optou por construir um shopping center (Shopping Metrô Tucuruvi), com um pequeno terminal linear de ônibus, para ampliar suas receitas não-tarifárias.

## Localização

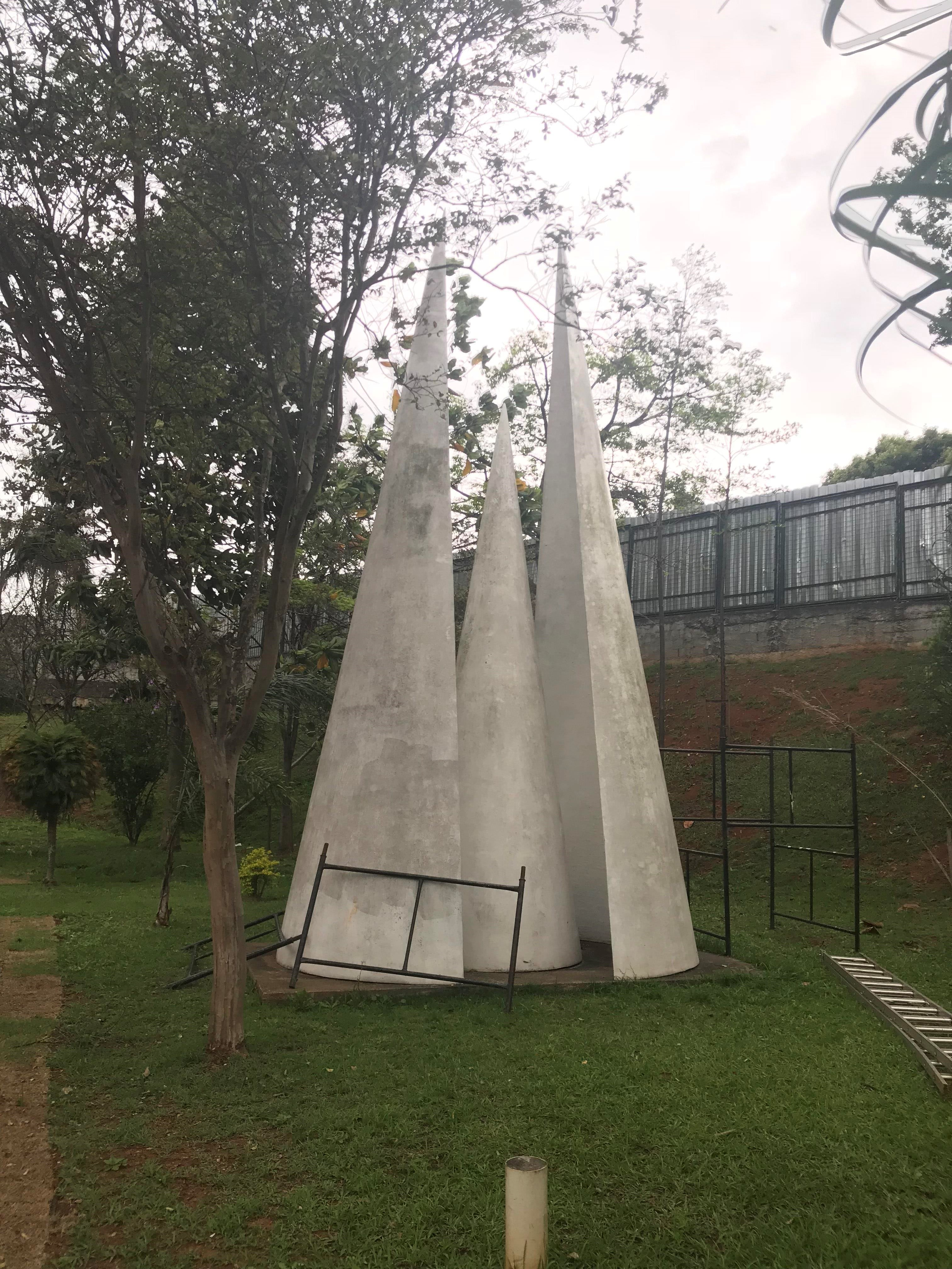
Monumento Ogô, do artista Tatti Moreno, em aço, resina de polietileno, tinta epóxi com as dimensões: 7,00m x 3,30m, instalada na Estação Tucuruvi

É a última estação da Linha 1–Azul em seu sentido norte, sendo que, após a mesma, existe um terminal de manobras e estacionamento de trens. Localiza-se na Avenida Doutor Antonio Maria Laet, 100, no distrito do Tucuruvi, na Zona Norte.

## Características

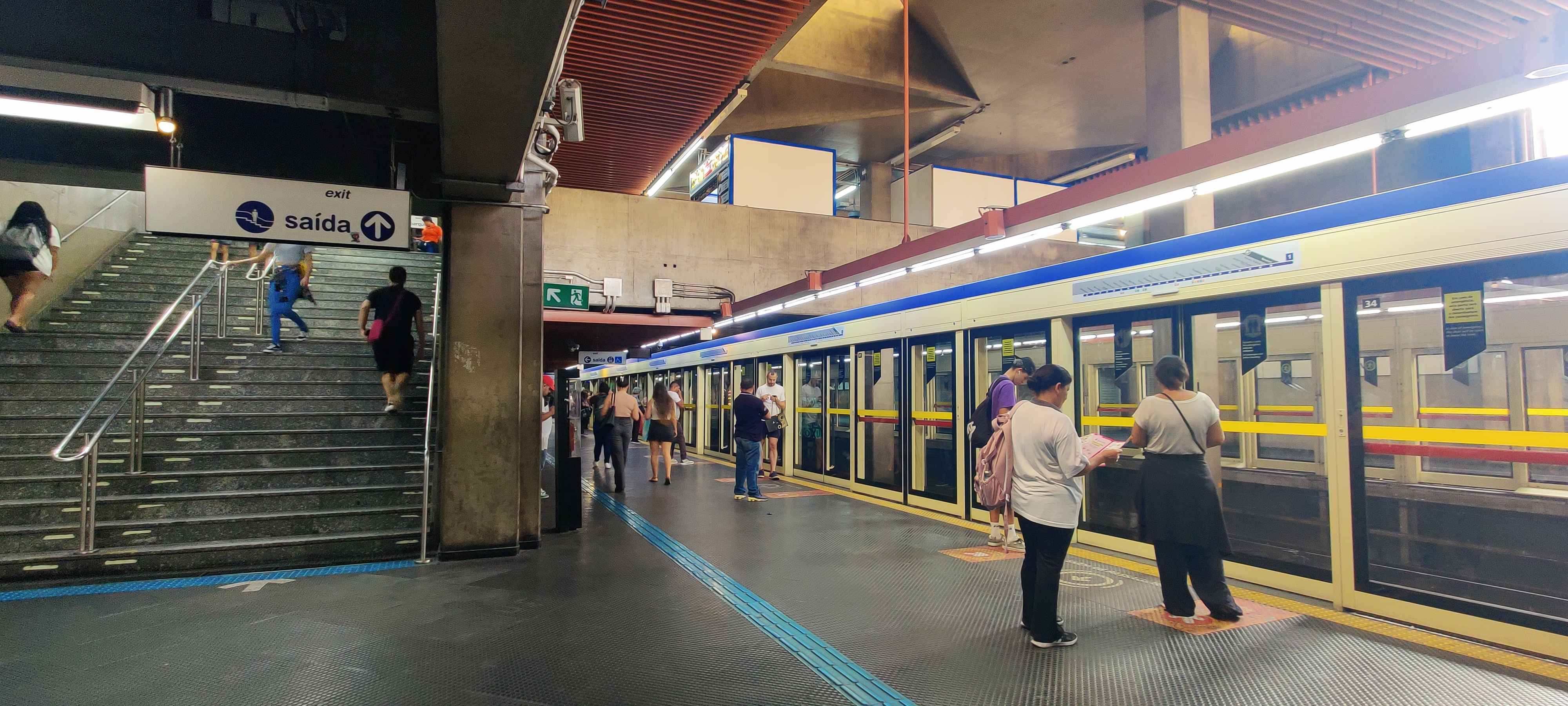
Plataforma da estação

Trata-se de uma estação semienterrada, com plataformas laterais revestidas por persianas horizontais amarelas que permitem a entrada natural de ar e luz em seu interior.
Possui duas saídas: uma para a Avenida Doutor Antonio Maria Laet e outra na direção sul, junto a uma escadaria para os usuários que desejam acessar a Rua Paranabi e a Avenida Tucuruvi. Possui estrutura em concreto aparente, bloqueios eletrônicos e acesso para pessoas portadoras de deficiência física.
Tem 8 630 m² de área construída e sua capacidade é de trinta mil passageiros por hora, no horário de pico.
A Estação Tucuruvi, juntamente com a Estação Jabaquara, foi uma das primeiras da Linha 1-Azul do Metrô a receber portas de plataforma. Elas foram construídas como parte do contrato do sistema de sinalização CBTC, e começaram a operar comercialmente em ambas as estações no dia 7 de julho de 2022.

### Demanda média da estação
A média de entrada de passageiros nessa estação em 2013 foi de 65 mil passageiros por dia útil, ficando entre as cinco mais movimentadas da Linha 1.

### Obras de arte
- "Ogô" (escultura), Tatti Moreno, modelação em formas de madeira, estrutura inteira em aço (1999), aço, resina de polietileno, tinta epóxi (7,00 m x 3,30 m - 800 kg), instalada no jardim externo.[17]
- "Semente" (escultura), Renato Brunello, talha (1999), mármore branco (1,70 x 1,35 x 0,40 m - 1500 kg), instalada no mezanino.[17]

## Tabela
| Sigla | Estação  | Inauguração         | Capacidade                   | Integração               | Plataformas | Posição       | Notas                                      |
| ----- | -------- | ------------------- | ---------------------------- | ------------------------ | ----------- | ------------- | ------------------------------------------ |
| TUC   | Tucuruvi | 29 de abril de 1998 | 30 mil passageiros hora/pico | Bilhete Único da SPTrans | Laterais    | Semienterrada | Estação com estrutura de concreto aparente |

| Linha  | Terminais            | Inauguração            | Comprimento (km) | Estações | Duração das viagens (min) | Funcionamento (*)                                             |
| ------ | -------------------- | ---------------------- | ---------------- | -------- | ------------------------- | ------------------------------------------------------------- |
| 1 Azul | Tucuruvi ↔ Jabaquara | 14 de setembro de 1974 | 20,2             | 23       | 47                        | Diariamente, das 4h40 à 0h32; sábados até a 1 hora de domingo |